# Portada/efemèride agost 17
San Martín proclamant la independència del Perú el 1821)
« 16 d'agost · 17 d'agost · 18 d'agost »